# ロベール・アントワーヌ・パンション
ロベール・アントワーヌ・パンション（Robert Antoine Pinchon、1886年7月1日 - 1943年1月9日）はフランスの画家である。ポスト印象派の画家の一人で、フランス西部の都市、ルーアンを拠点に活動した画家のグループ、「ルーアン派」の一人である。

## 略歴
ノルマンディー、セーヌ＝マリティーム県のルーアンで生まれた。父親は司書で、著述家であり、作家のギ・ド・モーパッサンらと親しい人物であった。文化的な人々の中で育ち、油絵の道具を与えられて、12歳で独学で絵を描き始め、14歳の時に描いた絵は、有名な画家たちが展覧会を開くホテルのすぐ近くの写真店に飾られた。1900年にルーアンの雑誌に美術評論家のデュボスク(Georges Dubosc)が14歳の少年の作品についての記事を書いた。17歳の頃には美術愛好家に伴われて、当時の有名な画家、アルベール・ルブールやカミーユ・ピサロ、クロード・モネに紹介された。
ルーアンの高校に進み、この高校ではルーアンの美術学校(École supérieure d'art et design Le Havre-Rouen)の教授となるザカリー(Philippe Zacharie)から絵を学び、後に画家になるマルセル・デュシャンとピエール・デュモンとクラスメートになった。「ルーアン派」の中心的な存在とされるジョゼフ・ドゥラトル(Joseph Delattre)が1895年に開いた、自由学校(Académie libre)に参加し、若い芸術家たちと交流した。1905年に最初の個展を開いた。1907年にピエール・デュモンと「30人会」(Groupe des Trente)を設立した。このグループにはアンドレ・ドラン、ラウル・デュフィ、アンリ・マティス、モーリス・ド・ヴラマンクといった画家も参加した。
第一次世界大戦に動員され、マルヌの戦いで負傷し、ヴェルダンの戦いで捕虜になるが、はライプツィヒの近くの収容所から脱走し、スイスとイタリアを経由して、1918年末にルーアンに戻った。
1931年にフランス芸術家協会の会員となり、1932年にルーアンの科学芸術アカデミー(Académie des sciences, belles-lettres et arts de Rouen)の会員に選ばれた。

## 作品

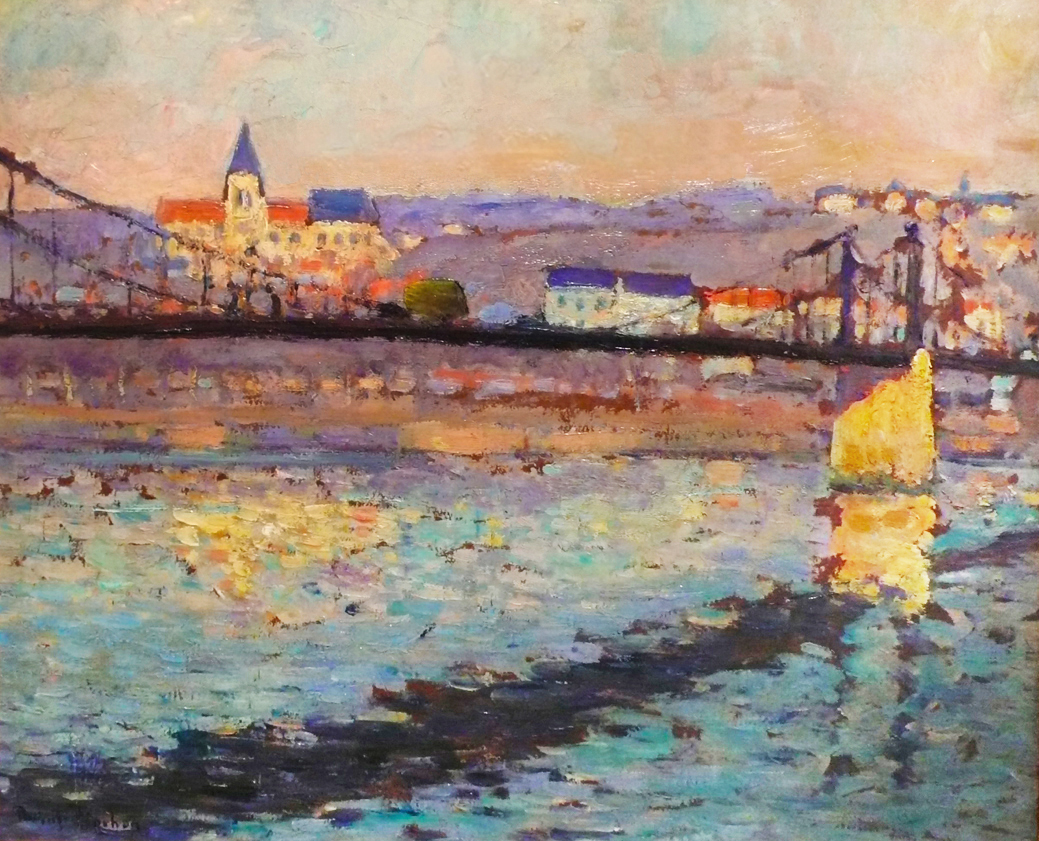
トリエル＝シュル＝セーヌ-鉄道橋 (1904)
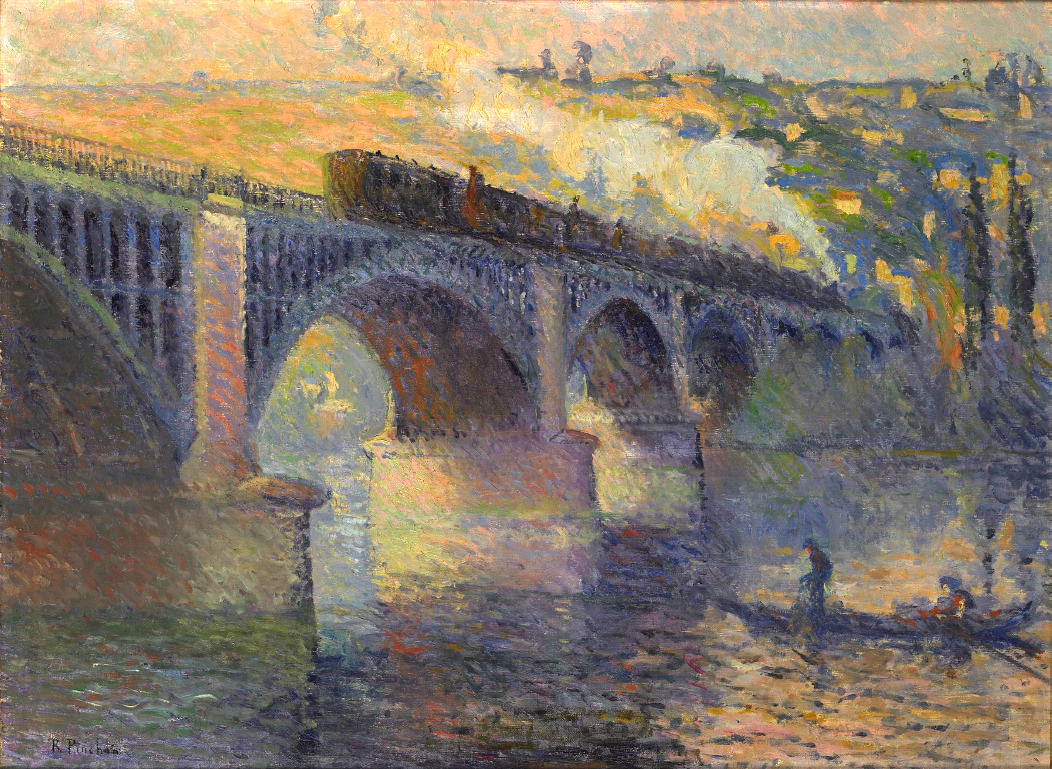
「Pont aux Anglais、夕日」(1905)
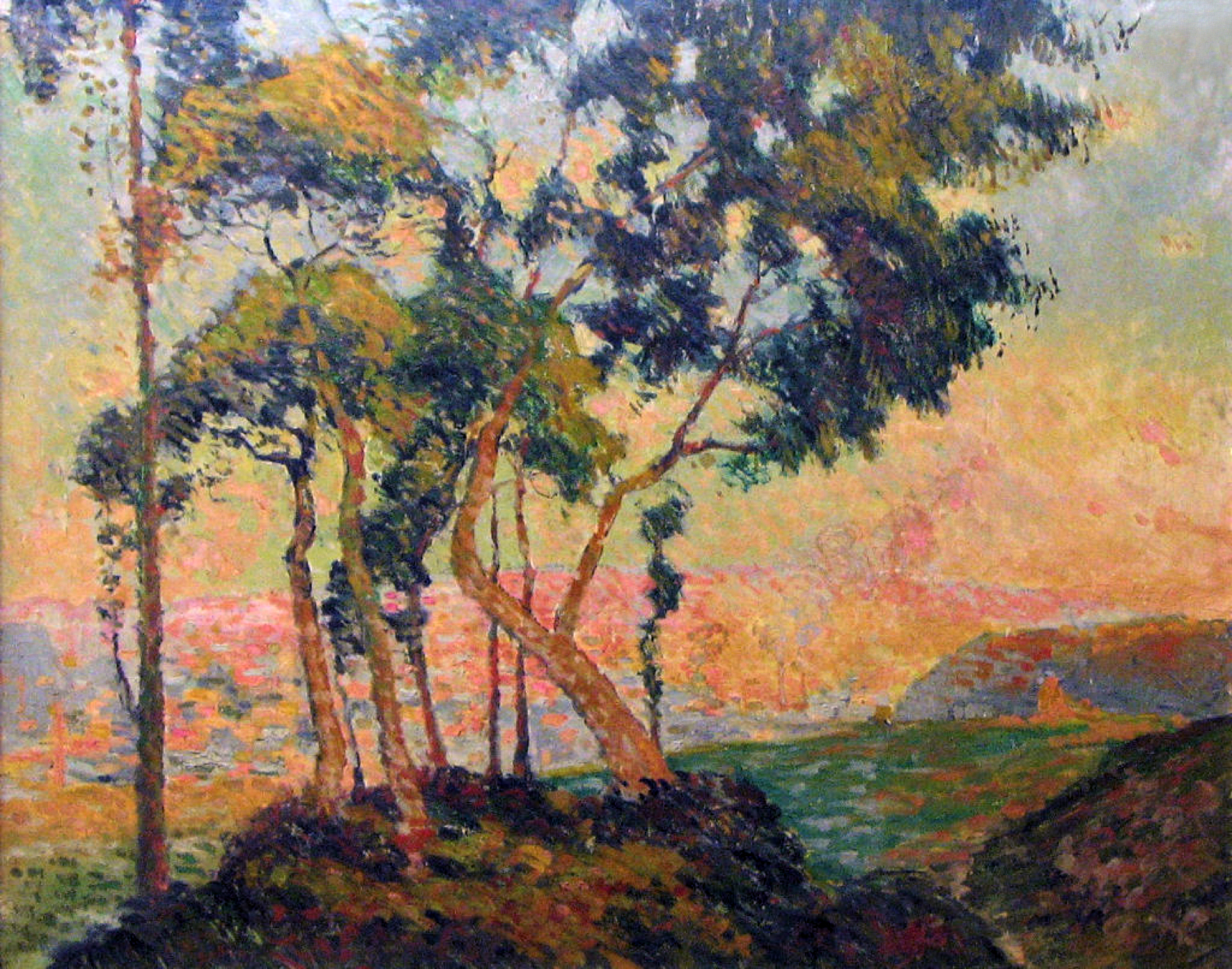
モン・ガルガンの風景
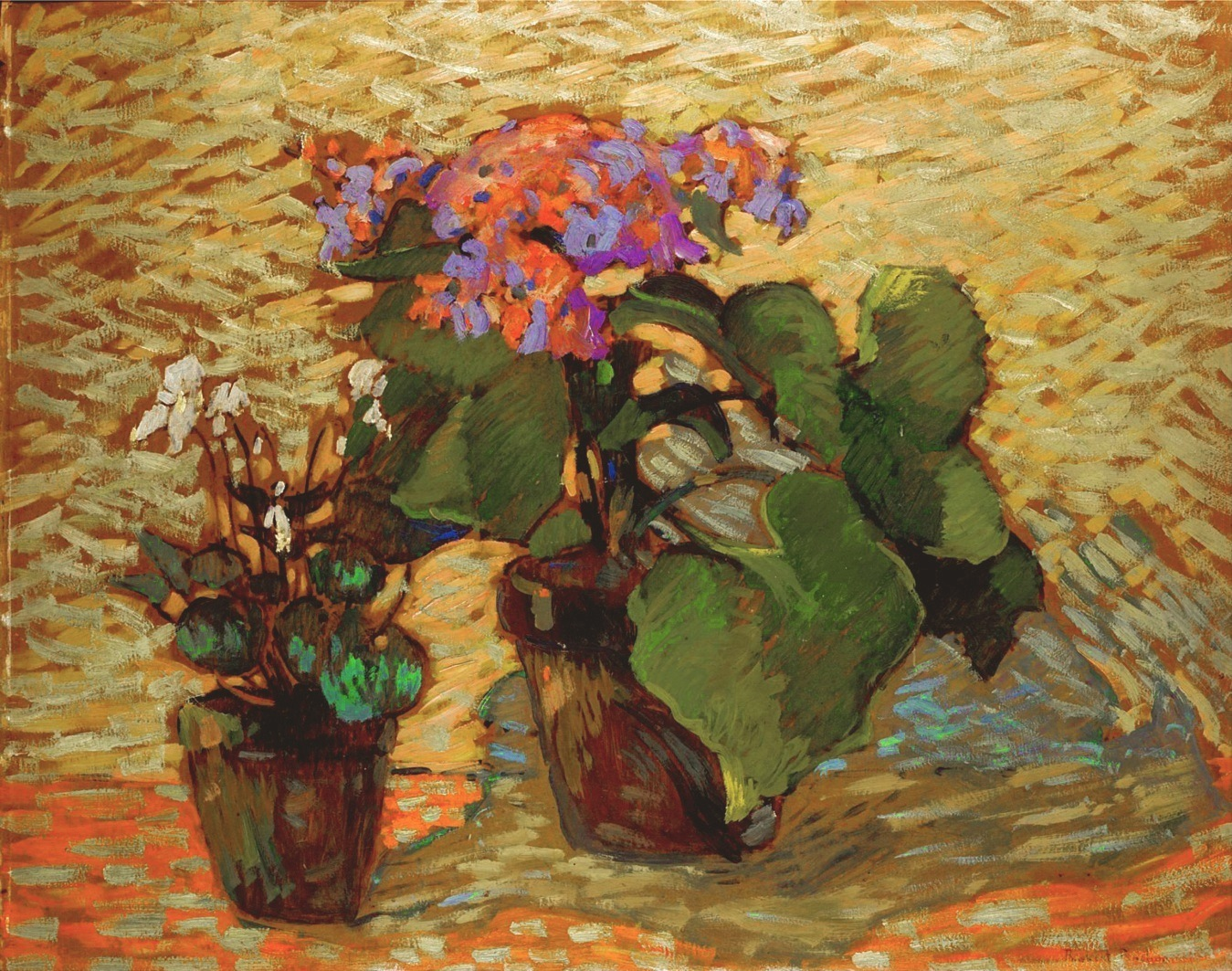
ゼラニウムの鉢 (1915/1920)
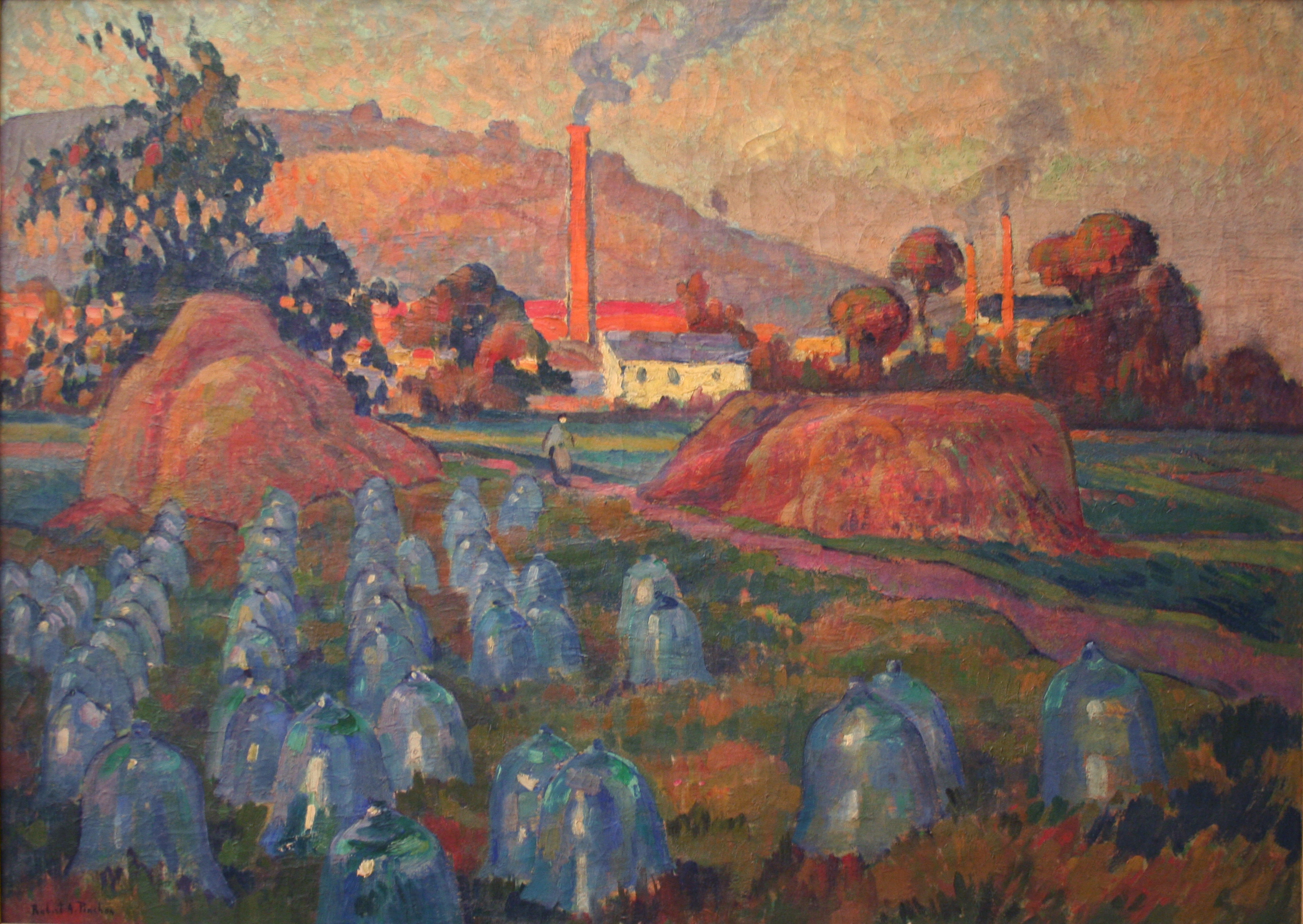
Le Jardin maraîcher(1921)
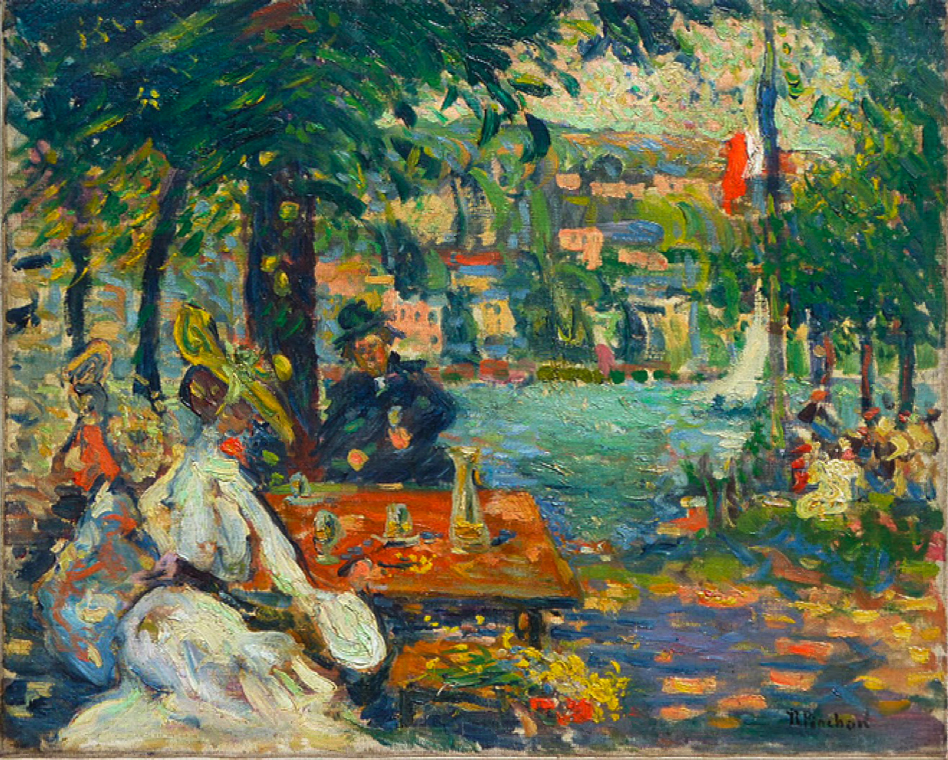
l'Ile aux Cerisesの午後